# DS-39
De DS-39 (Russisch: Дегтярёва Станковый образца 1939 года; Degtjarjova Stankovyj obraztsa 1939 goda) was een Sovjet machinegeweer, ontworpen door Vasili Degtjarjov, dat werd gebruikt tijdens de Tweede Wereldoorlog. In 1930 begon Degtjarjov met het ontwerp en in september 1939 werd het door het Rode leger in gebruik genomen. Zo'n 10.000 exemplaren werden geproduceerd tussen 1939 en 1941, maar het wapen was geen succes. Productie werd stopgezet na de Duitse invasie in juni 1941 en fabrieken werden omgebouwd om de oudere, betrouwbaardere, Maxim PM M1910 weer te kunnen produceren.
Rond de 200 stuks werden onderschept door Finland in 1941 en Finse soldaten werden ermee uitgerust.